# Bataille de Meissen
Guerre de Sept Ans
Batailles
- Minorque (navale) (1756)
- Pirna (1756)
- Lobositz (1756)
- Reichenberg (1757)
- Prague (1757)
- Kolin (1757)
- Hastenbeck (1757)
- Gross-Jägersdorf (1757)
- Moys (1757)
- Rochefort (1757)
- Rossbach (1757)
- Breslau (1757)
- Leuthen (1757)
- Carthagène (navale) (1758)
- Olomouc (1758)
- Saint-Malo (1758)
- Rheinberg (1758)
- Krefeld (1758)
- Domstadl (1758)
- Cherbourg (1758)
- Zorndorf (1758)
- Saint-Cast (1758)
- Tornow (1758)
- Lutzelberg (1758)
- Hochkirch (1758)
- Bergen (1759)
- Kay (1759)
- Minden (1759)
- Kunersdorf (1759)
- Neuwarp (navale) (1759)
- Hoyerswerda (1759)
- Baie de Quiberon (navale) (1759)
- Maxen (1759)
- Meissen (1759)
- Glatz (1760)
- Landshut (1760)
- Corbach (1760)
- Emsdorf (1760)
- Dresde (1760)
- Warburg (1760)
- Liegnitz (1760)
- Rhadern (1760)
- Berlin (1760)
- Kloster Kampen (1760)
- Torgau (1760)
- Belle-Île (1761)
- Langensalza (1761)
- Cassel (1761)
- Grünberg (1761)
- Villinghausen (1761)
- Ölper (1761)
- Kolberg (1761)
- Wilhelmsthal (1762)
- Burkersdorf (1762)
- Lutterberg (1762)
- Reichenbach (1762)
- Almeida (1762)
- Valencia de Alcántara (1762)
- Nauheim (1762)
- Vila Velha de Ródão (1762)
- Cassel (1762)
- Freiberg (1762)

- Jumonville Glen (1754)
- Fort Necessity (1754)
- Fort Beauséjour (1755)
- 8 juin 1755
- Monongahela (1755)
- Petitcoudiac (1755)
- Lac George (1755)
- Fort Bull (1756)
- Fort Oswego (1756)
- Kittanning (1756)
- En raquettes (1757)
- Pointe du Jour du Sabbat (1757)
- Fort William Henry (1757)
- German Flatts (1757)
- Lac Saint-Sacrement (1758)
- Louisbourg (1758)
- Le Cran (1758)
- Fort Carillon (1758)
- Fort Frontenac (1758)
- Fort Duquesne (1758)
- Fort Ligonier (1758)
- Québec (1759)
- Fort Niagara (1759)
- Beauport (1759)
- Plaines d'Abraham (1759)
- Sainte-Foy (1760)
- Neuville (1760)
- Ristigouche (navale) (1760)
- Mille-Îles (1760)
- Signal Hill (1762)

- Cap-Français (1757)
- Martinique (1759)
- Guadeloupe (1759)
- Dominique (1761)
- Martinique (1762)
- Cuba (1762)

- Chandernagor (1757)
- Plassey (1757)
- Gondelour (1758)
- Négapatam (navale) (1758)
- Condore (1758)
- Madras (1758)
- Pondichéry (navale) (1759)
- Masulipatam (1759)
- Chinsurah (1758)
- Wandiwash (1760)
- Pondichéry (1760-1761)
- Manille (1762)

- Saint-Louis (1758)
- Gorée (1758)
- Gambie

La bataille de Meissen eut lieu le 3 décembre 1759 à Meissen en électorat de Saxe, pendant la guerre de Sept Ans.

## Contexte
Après sa victoire de Maxen le 21 novembre 1759, le maréchal Leopold Joseph von Daun, chef de l'armée autrichienne, poursuit ses opérations contre les Prussiens pour les empêcher de reprendre Dresde. Frédéric II, qui n'a pas fini de reconstituer ses forces après la désastreuse bataille de Kunersdorf, doit entreprendre une difficile campagne d'hiver.

## Déroulement
Von Daun envoie une partie de ses troupes, sous le commandement de Philipp Levin von Beck (de), pour envelopper un corps prussien commandé par Christian Friedrich von Diericke (de) à Meissen, au nord-ouest de Dresde. Von Diericke, inférieur en effectifs, ordonne à ses troupes de battre en retraite en traversant l'Elbe, mais les glaçons et le manque de barques ne permettent pas une évacuation complète. Von Diericke doit se rendre avec 1 500 hommes.

## Conséquence
Les Autrichiens conservent le terrain reconquis et peuvent maintenir dans la guerre leur allié, l'Électorat de Saxe, mais sans pouvoir marquer d'avantage décisif. Le 20 février 1760, von Beck, à la tête de 2 000 cavaliers croates, remporte une nouvelle victoire sur les Prussiens à la bataille de Koßdorf (de) et fait prisonnier le général prussien Ernst Heinrich von Czettritz (de). Frédéric II ne garde cependant pas rigueur à ses deux généraux, von Diericke et von Czettritz, qui ont tenu leur poste dans des conditions difficiles: après leur libération, l'un et l'autre reprennent du service et sont élevés au grade de lieutenant-général.

## Sources
- (en) Cet article est partiellement ou en totalité issu de l’article de Wikipédia en anglais intitulé « Battle of Meissen » (voir la liste des auteurs).